# 10617 Takumi
10617 Takumi (1997 UK24) là một tiểu hành tinh vành đai chính được phát hiện ngày 25 tháng 10 năm 1997 bởi M. Hirasawa và Shohei Suzuki ở Đài thiên văn núi Nyukasa. Nó được đặt theo tên nhà thiên văn học Takumi Takahata.